# Reflets
Reflets è il secondo album discografico in studio della cantante francese Shy'm, pubblicato nel 2008.

## Tracce
1. La première fois – 3:24
2. Step Back (feat. Odessa Thornhill) – 3:23
3. Tout est dis – 3:15
4. Faut recommencer – 4:01
5. Garde tout – 4:06
6. Ma peur – 3:42
7. Si tu savais – 3:23
8. Je prends sur moi – 3:06
9. Nulle part ailleurs – 3:46
10. L’unique – 3:20
11. Pas pour moi – 3:53
12. A l’abri (feat. K Maro) – 3:46
13. On n'a pas tout notre – 4:05

## Classifiche
- Syndicat national de l'édition phonographique - #4[1]